# Senez
Senez is een gemeente in het Franse departement Alpes-de-Haute-Provence (regio Provence-Alpes-Côte d'Azur) en telt 161 inwoners (2019). De plaats maakt deel uit van het arrondissement Digne-les-Bains.
Van de vroege middeleeuwen tot het jaar 1801 was Senez de zetel van het bisdom Senez. 

## Geschiedenis
De plaats Sanitium ontstond onder de Romeinen in de eerste eeuwen van onze tijdrekening op de weg tussen Digne en Vence. In de loop van de 6e eeuw gingen de bisdommen van Castellane en Thorame op in het bisdom Senez. Dit bisdom omvatte de valleien van de Asse en van de Verdon. De kathedraal Notre-Dame de l’Assomption werd gebouwd in de loop van de 12e en 13e eeuw op de plaats van eerdere kathedralen uit de 6e eeuw en het begin van de 11e eeuw. Naast de kathedraal werd een kanunnikenkwartier gebouwd. De kathedraal werd beschadigd tijdens de Hugenotenoorlogen en hersteld vanaf het einde van de 16e eeuw. In 1751 werd een nieuw bisschoppelijk paleis gebouwd. Na 1789 werd het bisdom opgeheven en de bisschopszetel verhuisde naar Digne.

## Geografie
De oppervlakte van Senez bedraagt 70,3 km², de bevolkingsdichtheid is 2 inwoners per km².
De Asse en de Bonde stromen door de gemeente.
De onderstaande kaart toont de ligging van Senez met de belangrijkste infrastructuur en aangrenzende gemeenten.

## Demografie
Onderstaande figuur toont het verloop van het inwonertal (bron: INSEE-tellingen).
Vanwege een beveiligingsprobleem met de MediaWiki Graph-software is het momenteel niet mogelijk deze grafiek weer te geven. Zodra de software is bijgewerkt zal de grafiek vanzelf weer zichtbaar worden.